# Dekanmè
Dekanmè è un arrondissement del Benin situato nella città di Kpomassè (dipartimento dell'Atlantico) con 10.505 abitanti (dato 2006).